# تشارلز إل. برينارد
تشارلز إل. برينارد (بالإنجليزية: Charles L. Brainard)‏ هو مهندس معماري أمريكي، ولد في 1903، وتوفي في 1988.